# UEFA 유로 2008 A조
UEFA 유로 2008 A조는 2008년 6월 7일부터 15일까지 진행되었다. 6경기는 모두 스위스의 바젤과 주네브에서 진행되었다. 이 조에는 공동 개최국 스위스와 유로 2004의 개최국이자 준우승국인 포르투갈과 더불어 체코와 튀르키예가 편성되었다.
포르투갈은 튀르키예전과 체코전 2경기를 승리로 장식하며 5골을 기록하고 조 1위로 8강 진출을 확정지었다. 2위 자리는 튀르키예와 체코 경기의 승자에게 주어지게 되었다. 최종전을 앞두고 양국은 처음 두 경기에서 낸 기록이 동일했기에, 무승부로 경기가 끝날 경우, 8강전 진출권은 승부차기를 통해 결정될 수도 있었는데, 이는 주요 국제 대회 첫 조별 리그의 승부차기 사례로 기록될 수도 있었다. 한편, 개막전에서 체코에 0-1로 패했던 스위스는 2차전에서 튀르키예에게 1-2로 패하면서 대회 첫 탈락국이 되었는데, 아르다 투란이 찬 골이 굴절된 후 들어가면서 막판 결승골이 되었다. 튀르키예와 스위스 간 조별 리그 2차전은 "바젤의 수중전"으로 회자되는데, 경기 도중 폭우가 내렸다. 비가 내리는 날씨는 선굵은 축구를 하는 스위스가 짧은 공넘김으로 전개하는 튀르키예보다 유리했고, 스위스가 날씨의 이점을 안고 전반전에 선제골을 넣고 마쳤다. 결국, 하칸 야킨은 물웅덩이에 빠져 멈춘 공을 잡아 손쉽게 마무리했다. 후반전에는, 튀르키예가 직선적인 축구로 2골을 창출했는데, 결승골이 된 아르다 투란의 막판 중거리포는 굴절되어 들어갔다. 튀르키예는 이 경기를 시작으로 승리를 장식하는 막판 결승골을 연달아 기록해, 부상으로 허덕이는 가운데에도 인상적인 실적을 냈다.
조별 리그 최종전에서 포르투갈은 상대적으로 약체인 스위스를 8강 진출이 확정된 상태에서 맞붙었다. 그러나, 스위스는 보다 더 강한 모습을 보이며 경기를 2-0으로 이겼는데, 스위스는 유럽 선수권 대회 첫 승리로 유종의 미를 거두었다. 한편 8강전을 놓고 경합한 튀르키예와 체코는 8강에 진출하기 위해 1승을 추가해야 했다. 체코는 전반 종료를 앞두고 1-0으로 앞서나갔고, 후반 시작한 지 얼마 지나지 않아 추가골을 기록했다. 아르다 투란은 75분에 만회골을 넣었고, 이후 페트르 체흐가 공을 떨어뜨리는 실책을 범하자 니하트 카흐베지가 발밑에 떨어진 공을 간단히 동점골로 마무리했다. 동점골로 흐름을 탄 튀르키예는 내친김에 결승골까지 넣었는데, 동점골을 기록하고 2분 후, 니하트는 18미터 거리에서 체흐를 넘겨 차 골로 연결했다. 경기를 몇 분 남겨놓고 튀르키예의 수문장 볼칸 데미렐은 체코의 장신 스트라이커 얀 콜레르를 밀쳤고, 즉시 레드카드를 받고 퇴장했다. 3명을 모두 교체한 튀르키예는 툰자이 샨르에게 장갑을 끼웠고, 얼마 지나지 않아 경기가 종료되어 8강 진출에 성공했다. 신경전은 경기 도중 계속되어 밀란 바로시는 경기에 출전하지 않고 경고를 받았다.

## 참가국
| 편성기호 | 국가     | 포트 | 본선 진출 경로 | 본선 진출 확정일 | 본선 진출 횟수 | 최근 출전 대회 | 역대 최고 성적         | 유럽 축구 연맹 랭킹 | 유럽 축구 연맹 랭킹 | 국제 축구 연맹 랭킹 (2008년 6월) |
| 편성기호 | 국가     | 포트 | 본선 진출 경로 | 본선 진출 확정일 | 본선 진출 횟수 | 최근 출전 대회 | 역대 최고 성적         | 2007년 11월         | 2008년 5월          | 국제 축구 연맹 랭킹 (2008년 6월) |
| -------- | -------- | ---- | -------------- | ---------------- | -------------- | -------------- | ---------------------- | ------------------- | ------------------- | -------------------------------- |
| A1       | 스위스   | 1    | 공동 개최국    | 2002년 12월 12일 | 3회            | 2004           | 조별 리그 (1996, 2004) | 19위                | 16위                | 44위                             |
| A2       | 체코     | 2    | D조 1위        | 2007년 10월 17일 | 7회            | 2004           | 우승 (1976)            | 4위                 | 3위                 | 6위                              |
| A3       | 포르투갈 | 3    | A조 2위        | 2007년 11월 21일 | 5회            | 2004           | 준우승 (2004)          | 8위                 | 5위                 | 11위                             |
| A4       | 튀르키예 | 4    | C조 2위        | 2007년 11월 21일 | 3회            | 2000           | 8강 (2000)             | 14위                | 14위                | 20위                             |

참고
1. ↑  2007년 11월은 조 추첨 당시 포트 배정에 쓰인 랭킹이었다.
2. ↑  2008년 5월, 유럽 축구 연맹은 2007년 11월까지의 성적을 반영한 새 랭킹 체계를 발표했다.
3. ↑  체코는 1960년 대회부터 1980년 대회까지 체코슬로바키아의 국명으로 참가했다.

## 순위
| 순위 | 팀         | 경기 | 승 | 무 | 패 | 득 | 실 | 차 | 승점 | 통과               |
| ---- | ---------- | ---- | -- | -- | -- | -- | -- | -- | ---- | ------------------ |
| 1    | 포르투갈   | 3    | 2  | 0  | 1  | 5  | 3  | +2 | 6    | 결선 토너먼트 진출 |
| 2    | 튀르키예   | 3    | 2  | 0  | 1  | 5  | 5  | 0  | 6    | 결선 토너먼트 진출 |
| 3    | 체코       | 3    | 1  | 0  | 2  | 4  | 6  | −2 | 3    |                    |
| 4    | 스위스 (H) | 3    | 1  | 0  | 2  | 3  | 3  | 0  | 3    |                    |

1. 1 2  상대 전적: 포르투갈 2-0 튀르키예.
2. 1 2  상대 전적: 스위스 0-1 체코

8강전 진출국은 다음과 같다:
- A조 1위를 차지한 포르투갈은 B조 2위를 차지한 독일을 상대한다.
- A조 2위를 차지한 튀르키예는 B조 1위를 차지한 크로아티아를 상대한다.

## 경기
모든 경기 시각은 중앙유럽 일광 절약 시간대 (UTC+02:00)를 기준으로 되어 있다.

### 스위스 vs 체코
| 스위스 | 0–1    | 체코           |
| ------ | ------ | -------------- |
|        | 리포트 | 스베르코시 71′ |

| 스위스 | 체코 |

| GK         | 1  | 디에고 베날리오        |       |     |
| RB         | 5  | 슈테판 리히트슈타이너  |       | 75′ |
| CB         | 20 | 파트리크 뮐러          |       |     |
| CB         | 4  | 필리프 센데로스        |       |     |
| LB         | 3  | 뤼도빅 마냉            | 59′   |     |
| CM         | 8  | 괴칸 인러              |       |     |
| CM         | 15 | 젤송 페르난드스        |       |     |
| RW         | 19 | 발론 베라미            |       | 84′ |
| LW         | 16 | 트란퀼로 바르네타      | 90+3′ |     |
| CF         | 9  | 알렉산더 프라이 (주장) |       | 46′ |
| CF         | 11 | 마르코 슈트렐러        |       |     |
| 교체 선수: |    |                        |       |     |
| MF         | 10 | 하칸 야킨              |       | 46′ |
| FW         | 22 | 요한 볼란텐            | 76′   | 75′ |
| FW         | 12 | 에렌 데르디요크        |       | 84′ |
| 감독:      |    |                        |       |     |
| 쾨비 쿤    |    |                        |       |     |

| GK              | 1  | 페트르 체흐              |  |     |
| RB              | 2  | 즈데네크 그리게라        |  |     |
| CB              | 21 | 토마시 우이팔루시 (주장) |  |     |
| CB              | 22 | 다비트 로제날            |  |     |
| LB              | 6  | 마레크 얀쿨로프스키      |  |     |
| DM              | 4  | 토마시 갈라세크          |  |     |
| CM              | 14 | 다비트 야롤림            |  | 87′ |
| CM              | 3  | 얀 폴라크                |  |     |
| RW              | 7  | 리보르 시온코            |  | 83′ |
| LW              | 20 | 야로슬라프 플라실        |  |     |
| CF              | 9  | 얀 콜레르                |  | 56′ |
| 교체 선수:      |    |                          |  |     |
| FW              | 10 | 바츨라프 스베르코시      |  | 56′ |
| FW              | 11 | 스타니슬라프 블체크      |  | 83′ |
| MF              | 5  | 라도슬라프 코바치        |  | 87′ |
| 감독:           |    |                          |  |     |
| 카렐 브뤼크네르 |    |                          |  |     |

| 최우수 선수: 토마시 우이팔루시 (체코) 부심: 알레산드로 그리셀리 (이탈리아) 파올로 칼카뇨 (이탈리아) 대기심: 스테판 라누아 (프랑스) 대기 부심: 알렉스 페르스트라턴 (벨기에) |

### 포르투갈 vs 튀르키예
| 포르투갈                    | 2-0    | 튀르키예 |
| --------------------------- | ------ | -------- |
| 페페 61′ · 메이렐르스 90+3′ | 리포트 |          |

| 포르투갈 | 튀르키예 |

| GK                     | 1  | 히카르두            |  |       |
| RB                     | 4  | 조제 보싱와         |  |       |
| CB                     | 15 | 페페                |  |       |
| CB                     | 16 | 히카르두 카르발류   |  |       |
| LB                     | 2  | 파울루 페헤이라     |  |       |
| CM                     | 8  | 프티                |  |       |
| CM                     | 10 | 주앙 모티뉴         |  |       |
| RW                     | 7  | 크리스티아누 호날두 |  |       |
| AM                     | 20 | 데쿠                |  | 90+2′ |
| LW                     | 11 | 시망                |  | 83′   |
| CF                     | 21 | 누누 고메스 (주장)  |  | 69′   |
| 교체 선수:             |    |                     |  |       |
| FW                     | 19 | 나니                |  | 69′   |
| MF                     | 6  | 하울 메이렐르스     |  | 83′   |
| DF                     | 5  | 페르난두 메이라     |  | 90+2′ |
| 감독:                  |    |                     |  |       |
| 루이스 펠리피 스콜라리 |    |                     |  |       |

| GK          | 23 | 볼칸 데미렐          |     |     |
| RB          | 22 | 하미트 알튼토프      |     | 76′ |
| CB          | 2  | 세르베트 체틴        |     |     |
| CB          | 4  | 괴크한 잔            | 51′ | 55′ |
| LB          | 3  | 하칸 발타            |     |     |
| RM          | 18 | 콜린 카즘-리처즈     | 4′  |     |
| CM          | 5  | 엠레 벨뢰졸루 (주장) |     |     |
| LM          | 7  | 메흐멧 아우렐리우    |     |     |
| AM          | 21 | 메블뤼트 에르딘츠    |     | 46′ |
| AM          | 17 | 툰자이 샨르          |     |     |
| CF          | 8  | 니하트 카흐베지      |     |     |
| 교체 선수:  |    |                      |     |     |
| DF          | 20 | 사브리 사르올루      | 73′ | 46′ |
| DF          | 15 | 엠레 아시으크        |     | 55′ |
| FW          | 9  | 세미흐 셴튀르크      |     | 76′ |
| 감독:       |    |                      |     |     |
| 파티흐 테림 |    |                      |     |     |

| 최우수 선수: 페페 (포르투갈) 부심: 카르스텐 카다흐 (독일) 폴커 베첼 (독일) 대기심: 커셔이 빅토르 (헝가리) 대기 부심: 페터르 헤르만스 (벨기에) |

### 체코 vs 포르투갈

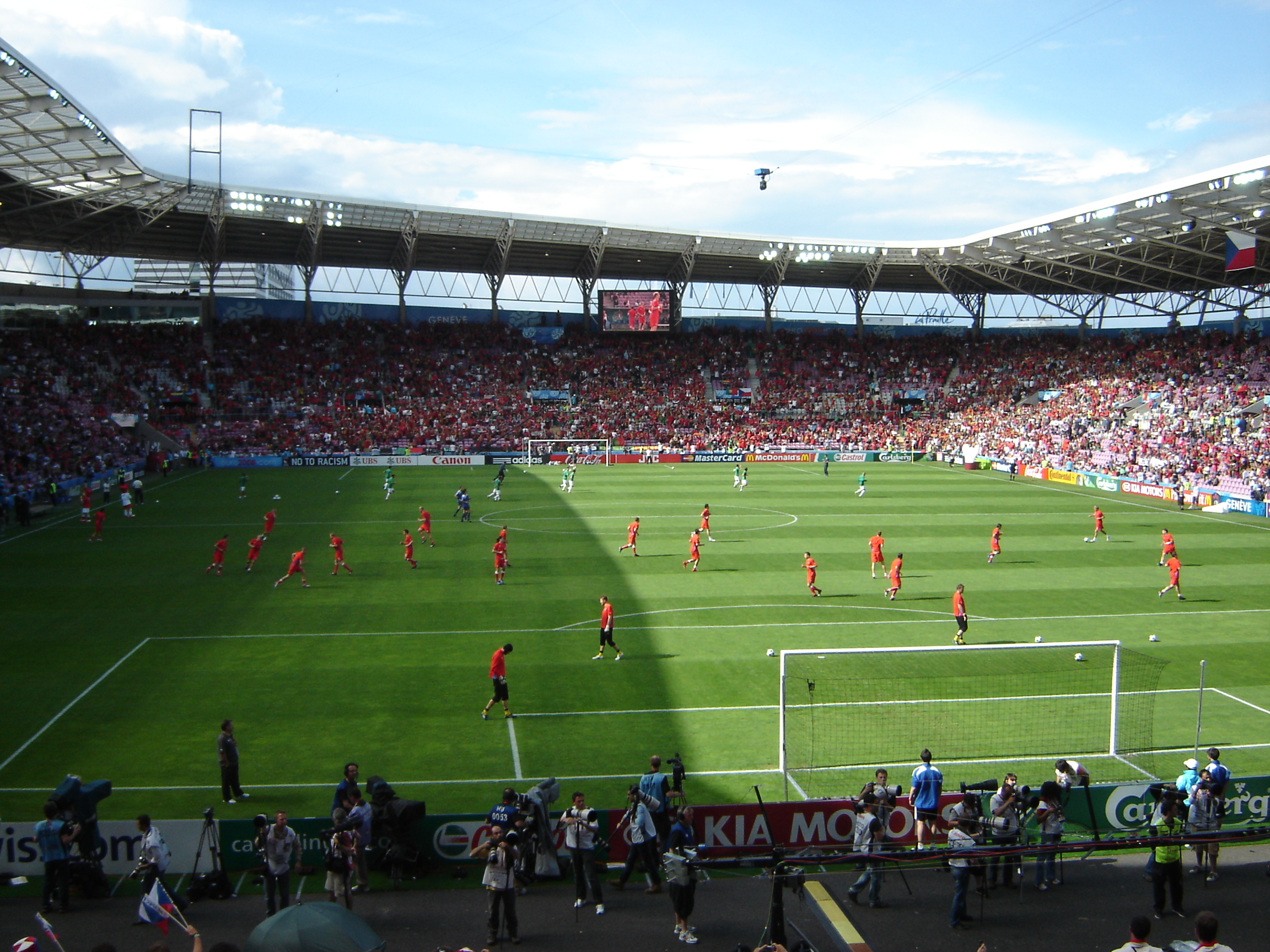
경기를 앞두고 몸을 푸는 선수들

| 체코       | 1-3    | 포르투갈                                |
| ---------- | ------ | --------------------------------------- |
| 시온코 17′ | 리포트 | 데쿠 8′ · 호날두 63′ · 쿠아레즈마 90+1′ |

| 체코 | 포르투갈 |

| GK              | 1  | 페트르 체흐              |     |     |
| RB              | 2  | 즈데네크 그리게라        |     |     |
| CB              | 21 | 토마시 우이팔루시 (주장) |     |     |
| CB              | 22 | 다비트 로제날            |     |     |
| LB              | 6  | 마레크 얀쿨로프스키      |     |     |
| DM              | 4  | 토마시 갈라세크          |     | 73′ |
| CM              | 17 | 마레크 마테요프스키      |     | 68′ |
| CM              | 3  | 얀 폴라크                | 22′ |     |
| RW              | 7  | 리보르 시온코            |     |     |
| LW              | 20 | 야로슬라프 플라실        |     | 84′ |
| CF              | 15 | 밀란 바로시              |     |     |
| 교체 선수:      |    |                          |     |     |
| FW              | 11 | 스타니슬라프 블체크      |     | 68′ |
| FW              | 9  | 얀 콜레르                |     | 73′ |
| MF              | 14 | 다비트 야롤림            |     | 84′ |
| 감독:           |    |                          |     |     |
| 카렐 브뤼크네르 |    |                          |     |     |

| GK                     | 1  | 히카르두            |     |     |
| RB                     | 4  | 조제 보싱와         | 31′ |     |
| CB                     | 15 | 페페                |     |     |
| CB                     | 16 | 히카르두 카르발류   |     |     |
| LB                     | 2  | 파울루 페헤이라     |     |     |
| CM                     | 8  | 프티                |     |     |
| CM                     | 10 | 주앙 모티뉴         |     | 75′ |
| RW                     | 7  | 크리스티아누 호날두 |     |     |
| AM                     | 20 | 데쿠                |     |     |
| LW                     | 11 | 시망                |     | 80′ |
| CF                     | 21 | 누누 고메스 (주장)  |     | 79′ |
| 교체 선수:             |    |                     |     |     |
| DF                     | 5  | 페르난두 메이라     |     | 75′ |
| FW                     | 9  | 우구 알메이다       |     | 79′ |
| MF                     | 17 | 히카르두 쿠아레즈마 |     | 80′ |
| 감독:                  |    |                     |     |     |
| 루이스 펠리피 스콜라리 |    |                     |     |     |

| 최우수 선수: 크리스티아누 호날두 (포르투갈) 부심: 디미트리오스 보자치디스 (그리스) 디미트리오스 사라이다리스 (그리스) 대기심: 크리스틴 야콥손 (아이슬란드) 대기 부심: 아드리안 이니아 (네덜란드) |

### 스위스 vs 튀르키예
| 스위스   | 1–2    | 튀르키예                  |
| -------- | ------ | ------------------------- |
| 야킨 32′ | 리포트 | 셴튀르크 57′ · 투란 90+2′ |

| 스위스 | 튀르키예 |

| GK         | 1  | 디에고 베날리오       |     |     |
| RB         | 5  | 슈테판 리히트슈타이너 |     |     |
| CB         | 20 | 파트리크 뮐러         |     |     |
| CB         | 4  | 필리프 센데로스       |     |     |
| LB         | 3  | 뤼도빅 마냉 (주장)    |     |     |
| RM         | 19 | 발론 베라미           |     |     |
| CM         | 8  | 괴칸 인러             |     |     |
| CM         | 15 | 젤송 페르난드스       |     | 76′ |
| LM         | 16 | 트란퀼로 바르네타     |     | 66′ |
| SS         | 10 | 하칸 야킨             |     | 85′ |
| CF         | 12 | 에렌 데르디요크       | 55′ |     |
| 교체 선수: |    |                       |     |     |
| FW         | 22 | 요한 볼란텐           |     | 66′ |
| MF         | 7  | 리카르도 카바나스     |     | 76′ |
| FW         | 14 | 다니엘 기각스         |     | 85′ |
| 감독:      |    |                       |     |     |
| 쾨비 쿤    |    |                       |     |     |

| GK          | 23 | 볼칸 데미렐            |     |     |
| RB          | 22 | 하미트 알튼토프        |     |     |
| CB          | 15 | 엠레 아시으크          |     |     |
| CB          | 2  | 세르베트 체틴          |     |     |
| LB          | 3  | 하칸 발타              | 48′ |     |
| DM          | 7  | 메흐멧 아우렐리우      | 41′ |     |
| RM          | 10 | 괴크데니즈 카라데니즈  |     | 46′ |
| LM          | 14 | 아르다 투란            |     |     |
| AM          | 11 | 튀메르 메틴            |     | 46′ |
| CF          | 8  | 니하트 카흐베지 (주장) |     | 85′ |
| CF          | 17 | 툰자이 샨르            | 31′ |     |
| 교체 선수:  |    |                        |     |     |
| MF          | 6  | 메흐멧 토팔            |     | 46′ |
| FW          | 9  | 세미흐 셴튀르크        |     | 46′ |
| FW          | 18 | 콜린 카즘-리처즈       |     | 85′ |
| 감독:       |    |                        |     |     |
| 파티흐 테림 |    |                        |     |     |

| 최우수 선수: 아르다 투란 (튀르키예) 부심: 마르틴 발코 (슬로바키아) 로만 슬리슈코 (슬로바키아) 대기심: 다미르 스코미나 (슬로베니아) 대기 부심: 한스 텐 호퍼 (네덜란드) |

### 스위스 vs 포르투갈
| 스위스                 | 2–0    | 포르투갈 |
| ---------------------- | ------ | -------- |
| 야킨 71′, 83′ (페널티) | 리포트 |          |

| 스위스 | 포르투갈 |

| GK         | 18 | 파스칼 추버뷜러       |       |     |
| RB         | 5  | 슈테판 리히트슈타이너 |       | 83′ |
| CB         | 20 | 파트리크 뮐러         |       |     |
| CB         | 4  | 필리프 센데로스       |       |     |
| LB         | 3  | 뤼도빅 마냉 (주장)    |       |     |
| RM         | 19 | 발론 베라미           |       |     |
| CM         | 15 | 젤송 페르난드스       | 90+2′ |     |
| CM         | 8  | 괴칸 인러             |       |     |
| LM         | 22 | 요한 볼란텐           | 37′   | 61′ |
| SS         | 10 | 하칸 야킨             | 27′   | 86′ |
| CF         | 12 | 에렌 데르디요크       |       |     |
| 교체 선수: |    |                       |       |     |
| MF         | 16 | 트란퀼로 바르네타     | 81′   | 61′ |
| DF         | 13 | 스테판 그리쉬탱       |       | 83′ |
| MF         | 7  | 리카르도 카바나스     |       | 86′ |
| 감독:      |    |                       |       |     |
| 쾨비 쿤    |    |                       |       |     |

| GK                     | 1  | 히카르두               |     |     |
| RB                     | 13 | 미겔                   | 81′ |     |
| CB                     | 15 | 페페                   |     |     |
| CB                     | 3  | 브루누 알베스          |     |     |
| LB                     | 2  | 파울루 페헤이라        | 30′ | 41′ |
| CM                     | 5  | 페르난두 메이라 (주장) | 78′ |     |
| CM                     | 18 | 미겔 벨로주            |     | 71′ |
| CM                     | 6  | 하울 메이렐르스        |     |     |
| RW                     | 17 | 히카르두 쿠아레즈마    |     |     |
| LW                     | 19 | 나니                   |     |     |
| CF                     | 23 | 엘데르 포스티가        |     | 74′ |
| 교체 선수:             |    |                        |     |     |
| DF                     | 14 | 조르즈 히베이루        | 64′ | 41′ |
| MF                     | 10 | 주앙 모티뉴            |     | 71′ |
| FW                     | 9  | 우구 알메이다          |     | 74′ |
| 감독:                  |    |                        |     |     |
| 루이스 펠리피 스콜라리 |    |                        |     |     |

| 최우수 선수: 하칸 야킨 (스위스) 부심: 마르쿠스 마이르 (오스트리아) 에곤 베로이터 (오스트리아) 대기심: 이반 베베크 (크로아티아) 대기 부심: 게이르 오게 홀렌 (노르웨이) |

### 튀르키예 vs 체코

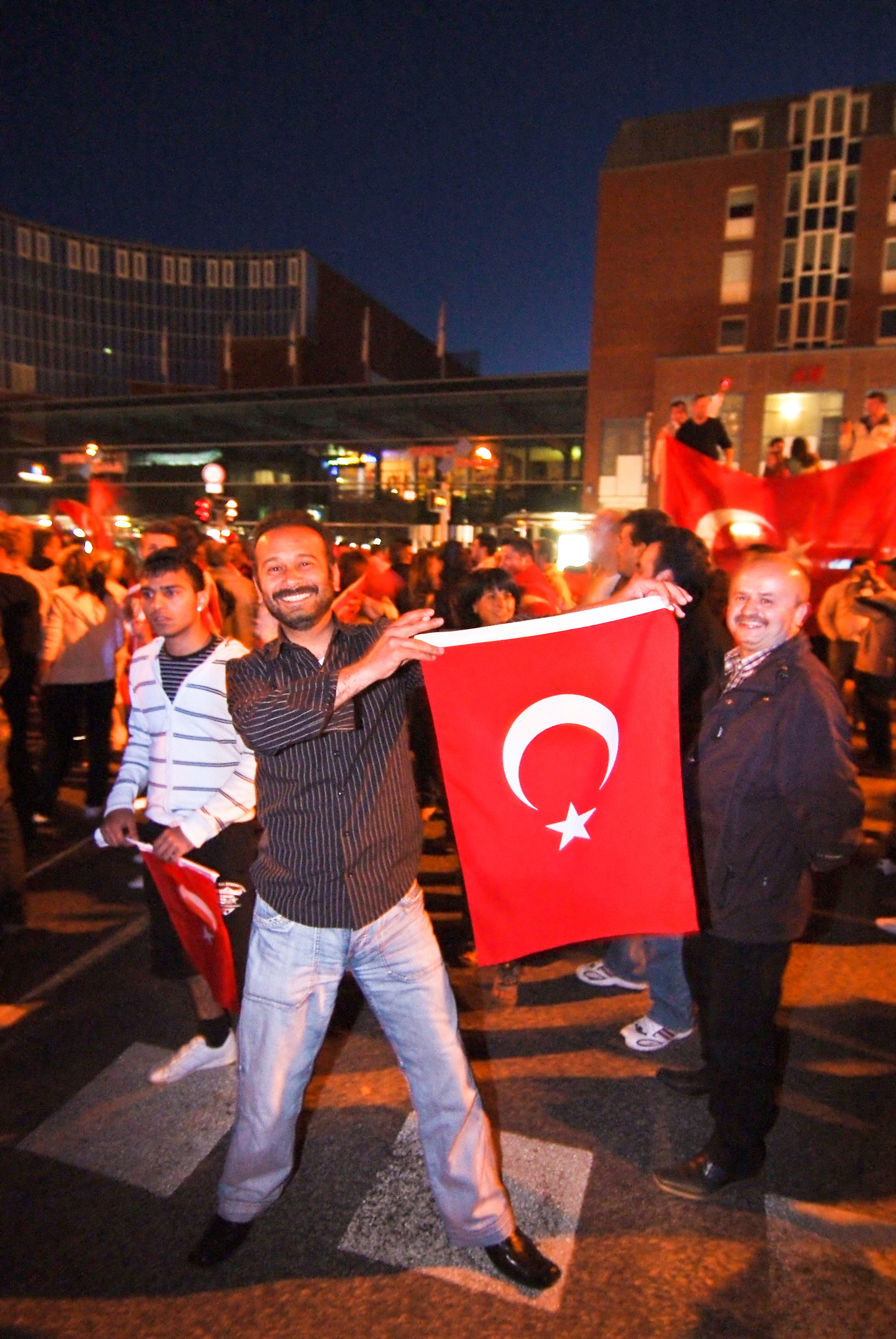
승리를 자축하는 튀르키예 지지자들

| 튀르키예                     | 3–2    | 체코                    |
| ---------------------------- | ------ | ----------------------- |
| 투란 75′ · 카흐베지 87′, 89′ | 리포트 | 콜레르 34′ · 플라실 62′ |

| 튀르키예 | 체코 |

| GK          | 23 | 볼칸 데미렐            | 90+2′ |     |
| RB          | 22 | 하미트 알튼토프        |       |     |
| CB          | 13 | 엠레 귕괴르            |       | 63′ |
| CB          | 2  | 세르베트 체틴          |       |     |
| LB          | 3  | 하칸 발타              |       |     |
| RM          | 6  | 메흐멧 토팔            | 6′    | 57′ |
| CM          | 7  | 메흐멧 아우렐리우      | 10′   |     |
| CM          | 14 | 아르다 투란            | 62′   |     |
| LM          | 17 | 툰자이 샨르            |       |     |
| CF          | 8  | 니하트 카흐베지 (주장) |       |     |
| CF          | 9  | 세미흐 셴튀르크        |       | 46′ |
| 교체 선수:  |    |                        |       |     |
| DF          | 20 | 사브리 사르올루        |       | 46′ |
| FW          | 18 | 콜린 카즘-리처즈       |       | 57′ |
| DF          | 15 | 엠레 아시으크          | 73′   | 63′ |
| 감독:       |    |                        |       |     |
| 파티흐 테림 |    |                        |       |     |

| GK              | 1  | 페트르 체흐              |       |     |
| RB              | 2  | 즈데네크 그리게라        |       |     |
| CB              | 21 | 토마시 우이팔루시 (주장) | 90+4′ |     |
| CB              | 22 | 다비트 로제날            |       |     |
| LB              | 6  | 마레크 얀쿨로프스키      |       |     |
| DM              | 4  | 토마시 갈라세크          | 80′   |     |
| CM              | 17 | 마레크 마테요프스키      |       | 39′ |
| CM              | 3  | 얀 폴라크                |       |     |
| RW              | 7  | 리보르 시온코            |       | 85′ |
| LW              | 20 | 야로슬라프 플라실        |       | 80′ |
| CF              | 9  | 얀 콜레르                |       |     |
| 교체 선수:      |    |                          |       |     |
| MF              | 14 | 다비트 야롤림            |       | 39′ |
| DF              | 13 | 미할 카들레츠            |       | 80′ |
| FW              | 11 | 스타니슬라프 블체크      |       | 85′ |
| 기타 징계 선수: |    |                          |       |     |
| FW              | 15 | 밀란 바로시              | 90+5′ |     |
| 감독:           |    |                          |       |     |
| 카렐 브뤼크네르 |    |                          |       |     |

| 최우수 선수: 니하트 카흐베지 (튀르키예) 부심: 스테판 비트베리 (스웨덴) 헨리크 안드렌 (스웨덴) 대기심: 그제고시 길레프스키 (폴란드) 대기 부심: 얀 페테르 란덴 (노르웨이) |

## 참고
1. ↑  바로시는 출전하지 않고도 경고를 받았다.